# François Vibert
Pour les articles homonymes, voir Vibert.
Henri-François-Pierre Vibert, né le 7 septembre 1891 à Lyon et mort le 23 mai 1978 à Montreuil-sous-Bois, est un acteur de théâtre et de cinéma français.

## Biographie
Ses parents, Jean-Philibert Vibert et Benoîte-Louise Martin, exercent le métier de tisseurs de soie dans le quartier de La Croix-Rousse à Lyon.
À la fin de la Première Guerre mondiale, il débute à la Comédie de Genève où il reste trois saisons. En 1922, il se marie avec Yvonne Galli (Bonneton?) dont il divorce deux ans plus tard. De 1924 à 1925, il participe avec son épouse à l'aventure des Copiaus en Bourgogne sous la direction de Jacques Copeau. L'année suivante, le couple préfère rentrer à Paris et est engagé par Charles Dullin au Théâtre de l'Atelier. 
En 1935, il épouse Séverine Lerczynska, également actrice qui a notamment joué dans Boudu sauvé des eaux (1932) et La Marseillaise (1937) de Jean Renoir, et avec laquelle il aura une fille. 
Jusqu'en 1947, François Vibert joue dans différents théâtres : la Michodière, l'Athénée, l'Atelier, le Théâtre Antoine et les Mathurins. Il entre le 15 mars 1948 comme pensionnaire à la Comédie-Française où il reste 20 ans.
Il joue parallèlement dans de nombreux films et téléfilms jusqu'en décembre 1977. On retiendra ses prestations dans Les Cinq Dernières Minutes avec Raymond Souplex, en particulier dans l'épisode Histoire pas naturelle où il campe un illuminé qui se croit descendant de Louis XVII, ainsi que dans six épisodes de La caméra explore le temps.
Il habita fort longtemps à Montreuil-sous-Bois où il meurt en 1978 à l'âge de 86 ans. Il est inhumé au cimetière de cette ville.

## Filmographie

### Cinéma
- 1932 : Le Petit Babouin de Jean Grémillon (court métrage)
- 1949 : Tête blonde de Maurice Cam
- 1952 : La Caraque blonde de Jacqueline Audry
- 1952 : Le Chemin de Damas de Max Glass
- 1952 : Les Dents longues de Daniel Gélin : M. Hirsch, un membre du conseil du journal
- 1952 : Nous sommes tous des assassins d'André Cayatte : Me Mousset
- 1955 : Le Dossier noir d'André Cayatte : l'avocat de Titiche
- 1962 : Rue du Havre de Jean-Jacques Vierne : Julien
- 1965 : Les Grandes Gueules de Robert Enrico : Keller
- 1965 : La Redevance du fantôme de Robert Enrico : le capitaine Diamond
- 1967 : Alexandre le bienheureux d'Yves Robert : le beau-père d'Alexandre
- 1974 : Verdict d'André Cayatte : Guichard

### Télévision
- 1954 : Une enquête de l'inspecteur Grégoire, épisode La Partie de cartes de Marcel Bluwal
- 1957 : Le Quadrille des diamants de Claude Barma
- 1957 : En votre âme et conscience, épisode : L'affaire Pranzini de  Bernard Hecht
- 1957 : En votre âme et conscience, épisode : L'affaire Gouffé de  Claude Barma
- 1958 : Les Cinq Dernières Minutes, épisode Un crime dans le théâtre de Claude Loursais : Émile Mérinchal, l'auteur de la pièce
- 1959 : En votre âme et conscience :  L'Affaire Danval" de Claude Barma
- 1960 : Cyrano de Bergerac de Claude Barma (téléfilm) : le bourgeois
- 1965 : La Redevance du fantôme de Robert Enrico
- 1966 : Les Cinq Dernières Minutes, épisode  Histoire pas naturelle  de Guy Lessertisseur : Louis
- 1966 : En votre âme et conscience, épisode : L'Affaire Bouquet de  Pierre Nivollet
- 1966 : En votre âme et conscience, épisode : La Carte de visite de  Pierre Nivollet
- 1967 : Le Golem de Jean Kerchbron (téléfilm adapté du roman de Gustav Meyrink) : Wassertrum
- 1967 : En votre âme et conscience, épisode : L'Affaire Francey de  Claude Dagues
- 1968 : Au théâtre ce soir : Étienne de Jacques Deval, mise en scène Louis Seigner, réalisation Pierre Sabbagh, Théâtre Marigny
- 1968 : Les Enquêtes du commissaire Maigret, épisode Signé Picpus de Jean-Pierre Decourt : Octave le Cloagen-Picard
- 1969 : Jacquou le Croquant de Stellio Lorenzi (feuilleton télévisé) : Cassius
- 1969 : La Passion d'Anne-Catherine Emmerich (série Le Tribunal de l'impossible), de Michel Subiela
- 1970 : L'Illusion comique de Robert Maurice  (d'après Corneille)
- 1970 : Au théâtre ce soir : Douze hommes en colère de Reginald Rose, mise en scène Michel Vitold, réalisation Pierre Sabbagh, Théâtre Marigny
- 1972 : Les Misérables de Marcel Bluwal : Monseigneur Myriel

## Théâtre

### Comédien
- 1913 : Blanche Câline de Pierre Frondaie, Théâtre Michel
- 1921 : La Bataille de Pierre Frondaie d'après Claude Farrère, mise en scène Firmin Gémier, Théâtre Antoine
- 1921 : La Dauphine de François Porché, Théâtre du Vieux-Colombier
- 1922 : Les Plaisirs du hasard de René Benjamin, mise en scène Jacques Copeau, Théâtre du Vieux-Colombier
- 1925 : La Femme silencieuse de Ben Jonson, mise en scène Charles Dullin, Théâtre de l'Atelier
- 1926 : La Comédie du bonheur de Nicolas Evreinoff, adaptation Fernand Nozière, mise en scène Charles Dullin, Théâtre de l'Atelier
- 1928 : Volpone de Jules Romains, mise en scène Charles Dullin, Théâtre de l'Atelier
- 1932 : La Fleur des pois d'Édouard Bourdet, Théâtre de la Michodière
- 1937 : Le Simoun d'Henri-René Lenormand, mise en scène Camille Corney, Théâtre des Célestins
- 1945 : Tartuffe de Molière, mise en scène Marcel Herrand, Théâtre des Mathurins
- 1946 : Divines Paroles de Ramón María del Valle-Inclán, mise en scène Marcel Herrand, Théâtre des Mathurins
- 1946 : Primavera de Claude Spaak, mise en scène Marcel Herrand, Théâtre des Mathurins
- 1946 : Morts sans sépulture de Jean-Paul Sartre, mise en scène Michel Vitold, Théâtre Antoine
- 1950 : La Belle Aventure de Gaston Arman de Caillavet, Robert de Flers et Étienne Rey, mise en scène Jean Debucourt, Comédie-Française
- 1950 : L'Arlésienne d'Alphonse Daudet, mise en scène Julien Bertheau, Comédie-Française au Théâtre de l'Odéon
- 1951 : Madame Sans-Gêne de Victorien Sardou, mise en scène Georges Chamarat, Comédie-Française
- 1951 : Le Veau gras de Bernard Zimmer, mise en scène Julien Bertheau, Comédie-Française
- 1960: Le Cardinal d'Espagne d'Henry de Montherlant, mise en scène Jean Mercure, Comédie-Française
- 1962: L'Avare de Molière, mise en scène Jacques Mauclair, Comédie-Française
- 1965 : L'Orphelin de la Chine de Voltaire, mise en scène Jean Mercure, Comédie-Française
- 1965 : La Rabouilleuse d'Émile Fabre d'après Honoré de Balzac, mise en scène Paul-Émile Deiber, Comédie-Française
- 1966 : Le Jeu de l'amour et de la mort de Romain Rolland, mise en scène Jean Marchat, Comédie-Française
- 1966 : Pulchérie de Corneille, mise en scène Serge Bouillon, Festival de Barentin
- 1967 : L'Émigré de Brisbane de Georges Schéhadé, mise en scène Jacques Mauclair, Comédie-Française
- 1970 : Douze Hommes en colère de Reginald Rose, mise en scène Michel Vitold, Théâtre Marigny
- 1975 : Lear d'Edward Bond, mise en scène Patrice Chéreau, TNP Villeurbanne, Théâtre national de Belgique, Théâtre national de l'Odéon
- 1976 : L'Homme de cendres d'André Obey, mise en scène Jean-Pierre André, Festival de Vaison-la-Romaine

### Metteur en scène
- 1931 : La Quadrature du cercle de Valentin Petrovitch Kataev, Théâtre de l'Atelier
- 1949 : George Dandin de Molière, avec Jean-Marie Serreau, décors de François Ganeau, les tournées en France et en Allemagne de l'Ouest[2]